# Exoprosopa puerula
Exoprosopa puerula är en tvåvingeart som beskrevs av Enrico Adelelmo Brunetti 1920. Exoprosopa puerula ingår i släktet Exoprosopa och familjen svävflugor. Inga underarter finns listade i Catalogue of Life.